# Alf Malcolm Andersen
Alf Malcolm Andersen (5 aprile 1891 – 18 febbraio 1928) è stato un calciatore norvegese, di ruolo difensore.

## Carriera

### Club
Andersen vestì la maglia del Fram Larvik.

### Nazionale
Conta una presenza per la Norvegia. Il 14 settembre 1913, infatti, fu in campo nel pareggio per 1-1 contro la Russia.